# فلسفه کپی رایت
فلسفه کپی رایت دربرگیرنده مسائل نظری و فلسفی بسیاری است که اساساً به سیاست کپی رایت و دیگر مسائل حقوقی (Jurisprudentia) برخاسته از تفسیر و کاربرد نظام‌های حقوقی، از قانون کپی رایت مربوط می‌شود.شاید مهم‌ترین و گسترده‌ترین موضوع فلسفی مورد بحث میان متخصصان کپی رایت، هدف آن باشد. درحالی‌که برخی نظریات اخلاق عمومی
مانند فایده گرایی (Utilitarianism) را مدنظر قرار داده و تلاش می‌کنند سیاست کپی رایت را از این منظر تحلیل کنند، برخی دیگر جستجوی دلایل اثبات (Justification) قاطع در نظام‌های کپی رایت موجود را، شیوه خود قرار می‌دهند. رویکرد دیگر هرگونه دلیل اخلاقی برای وجود قانون کپی رایت را رد می‌کند و آن را نتیجهٔ فرایندهای سیاسی (و شاید یک نتیجه نامطلوب) می‌داند.موضوع دیگر، ارتباط بین کپی رایت و دیگر اشکال مالکیت فکری و مالکیت مادی است. بسیاری از متخصصان کپی رایت بر این عقیده‌اند که
می‌توان آن را نوعی مال دانست زیرا سبب محرومیت دیگران از مالکیت چیزی می‌شود. اما در مورد اینکه تا چه حد این موضوع اجازه انتقال
و خروج دیگر افکار و ادراکات حسی را از حیطه مالکیت مادی می‌دهد اختلاف است.
سؤالات فلسفی بسیاری در زمینه حقوق کپی رایت ایجاد می‌شود. سؤالاتی مانند اینکه چه زمان اثری از اثر دیگر اقتباس شده‌است (Derive from) یا چه زمان اطلاعات در قالبی محسوس (Tangible) یا مادی در می‌آید.

## دلایل اثبات کپی رایت
علمای حقوق اغلب برای اثبات وجود و خصوصیات کپی رایت رویکرد اخلاقی را انتخاب می‌کنند. هرچند ممکن است این رویکرد قدیمی و متحجرانه به نظر آید - درنظرگرفتن یک هدف و سپس آزمایش قانون در مورد آن - ولی کاملاً کاربردی ست. بنابراین، نظریات اخلاقی یا اصولی (هنجارگرا) ارائه شده برای آزمایش قانون کپی رایت، اغلب دلایل اثبات آن نامیده می‌شود. به‌طور کلی دلایل اثبات کپی رایت را می‌توان به دو دسته تقسیم کرد: اخلاق گرا (وظیفه گرا) (Deontological) یا نتیجه گرا (Consequentialist). دلایل اخلاق گرا سعی می‌کنند کپی رایت را به عنوان یک نوع حق یا وظیفه اثبات کنند و همچنین در تلاشند تا دلیلی برای اثبات کپی رایت (یا به‌طور کلی مالکیت‌های فکری) بیابند بر این مبنا که اینطور عمل کردن اخلاقاً درست است.
در مقابل، نظریات نتیجه گرا تلاش می‌کند تا حمایت از کپی رایت را بر اساس نتایج آن تأیید یا نقد کند و در این راه از ارائه دلایلی که نشان دهندهٔ مطلوبیت این حمایت است، استفاده می‌کند. از نمونه‌های این تئوری، نظریات مشوقانه‌ای است که به مالکیت فکری
به عنوان روشی ضروری، برای ایجاد انگیزه در خلق آثار ابتکاری و جدید نگاه می‌کند.

## حقوق طبیعی
حقوق طبیعی به فلسفه مالکیت مربوط می‌شود. جان لاک (John Locke)، اغلب به عنوان نظریه پرداز حقوق طبیعی یاد می‌شود، هر چند معلوم نیست که او واقعاً به کپی رایت به عنوان یک حق طبیعی نگاه می‌کرده‌است. حقوق مرتبط با شخصیت، پایهٔ حقوق کپی رایت آلمان را تشکیل داده که آثار قابل حمایت را به شخصیت خالق اثر تعمیم می‌دهد و برخی اختیارات را در جهت نظارت بر آثار، به پدیدآورنده اعطا می‌کند.

## اخلاقیات
مباحث اخلاقی به جهت تقسیم‌بندی مالکیت فکری به عنوان نوعی از مالکیت به وجود آمده‌است. «آین رند» (Ayn Rand) بر این عقیده است که زندگی بشر، معیار ارزش است، زیرا بدون آن دیگر ارزش‌ها هم وجود ندارند و این ابزار ادامه بقاست. بنابراین نقض حقوق مالکیت فکری در اصل تجاوز به ابزار بقای بشر است. اخلاق در مالکیت فکری نقشی اساسی در کتاب «سرچشمه» (The Fountainhead) وی دارد و همچنین در کتاب اطلس شورید (Atlas Shrugged) زمانی‌که «هنک ریردن» (Hank Rearden) برای تسلیم حق ثبت اختراع خود به شرکت ریردن متال (Rearden Metal)، توسط مقامات رسمی اجبار می‌شود. سید حسن اسلامی در مقالۀ «کپی‌رایت از منظر اخلاق» (1380) بر آن است که کپی‌رایت افزون بر وجه حقوقی دارای ابعاد اخلاقی است و با استفادۀ از قاعدۀ طلایی می‌توانیم بر این امر صحه بگذاریم.

## نظریات اقتصادی
بسیاری از اقتصاد دانان معتقدند که در نبود حمایت از مالکیت‌های فکری مانند کپی رایت و حق ثبت اختراع (Paten)، روند تولید انواع مختلف دارایی‌های غیر محسوس کم می‌شود، زیرا انگیزه کافی برای ارگان‌های اقتصادی در جهت تولید آن‌ها وجود ندارد. از این منظر هدف قانون کپی رایت در درجه اول ایجاد توازن و برابری بین منافع عمومی است که می‌تواند از رواج گسترده، استفادهٔ مکرر از آثاری که نیاز به حمایت دارند و ایجاد انگیزه و پاداش به خالق یا مالک کپی رایت از طریق اعطای حق انحصاری و موقت بهره‌برداری، ایجاد شود.

## نظریات نتیجه گرایان
نظریات نتیجه گرا در زمینه کپی رایت می‌گویند که باید قوانینی در جهت ایجاد بهترین نتایج برای جامعه وجود داشته باشد. رایج ترین
حالت نتیجه گرایی، سودگرایی (Utilitarianism) است که بهترین وضعیت را وضعیتی می‌داند که مردم در آن، در حد ممکن خوشحال و راضی هستند. تحلیل گران اقتصادی کپی رایت، به پیروی از این رویکرد تمایل دارند. یکی از نظریات مرتبط، ابزار گرایی (Instrumentalism) است که معتقد است قانون کپی رایت بایستی برای اهدافی صریح، منسجم و ضروری به وجود آید بدون اینکه آنقدر قاطع باشد که نهایتاً منجر به افراط در مفهوم حسن و سود شود.
برخی از علمای کپی رایت صرف نظر از پیشرفت‌های کنونی در تکنولوژی، معتقدند که کپی رایت روش اساسی ای راکه نویسندگان، پیکرتراشان،
هنرمندان، موسیقیدانان و دیگران می‌توانند از خلق آثار جدید کسب درآمد کنند حفظ می‌کند و عدم وجود یک مدت قابل توجه حمایت قانونی از
درآمد آینده این‌ها سبب عدم ایجاد کتب و آثار هنری ارزشمند می‌شود. این‌ها می‌گویند منافع عمومی از طریق گسترش مکرر قوانین و مقررات
کپی رایت که نسل‌های بعد از دارندهٔ حق را هم شامل می‌شود به بهترین وجه تأمین می‌گردد همان‌طور که ارزش کنونی کپی رایت را افزایش
می‌دهد انگیزه‌ای ست برای خلق آثار جدید و سرمایه‌گذاری‌های بیشتر در آثار ارزشمند قدیمی (برای مثال تجدید فیلم‌های قدیمی).
اگر کپی رایت بعد از مرگ خالق اجرا شود وارثان او کماکان سود می‌برند و این خود انگیزه‌ای قابل توجه است برای ادامه خلق آثار جدید
در طول عمر پدید آورنده.
امروزه نظام‌های کپی رایت بازار محور، تأمینات مالی مستقلی را برای خالقان آثار فراهم می‌کنند (از طریق حق امتیازات). بدون یک روش
عملی برای جبران سرمایه از طریق کپی رایت، انگیزه اقتصادی و مالی اندکی برای خلق اثر وجود خواهد داشت و آثار با میل به شهرت از سوی
پدید آورندگان ثروتمند یا کسانی که قادرند حمایت مالی به‌دست آورند ایجاد می‌شود (با محدودیت‌های مرتبط به استقلال).
استدلال کنندگان بیان می‌کنند که کپی رایت قواعد و اوامر را برای خالقان از بین می‌برد تا بر اساس آثار ابراز شده مانند صحنه‌های آزاد
(Scènes à faire) یا تقسیم بیان ایده (Idea-expression divide) بتوانند آثارشان را ایجاد کنند. کپی رایت فقط از آثار بیان شدهٔ خالق حمایت می‌کند نه ایده‌ها، روش‌ها یا اطلاعات عملی آورده شده و بنابراین هنرمندان آزادند تا ایده‌ها را از آثار قابل حمایت بگیرند. مدافعان سیستم کنونی کپی رایت می‌گویند این روش تا حد زیادی در مسایل مالی خلق اثر و توزیع طیف وسیعی از آثار موفق بوده، به خصوص آثاری که به کار و سرمایه بسیار نیازمند بوده‌اند. به نظر می‌رسد متخصصان میانه رو، از این شیوه حمایت می‌کنند ضمن اینکه نیاز و
الزام وجود استثنائات و محدودیت‌هایی مانند دکترین استفادهٔ بیطرف (Fair use doctrine) را هم مد نظر قرار می‌دهند. بخش قابل توجهی از قانون کپی رایت ایالات متحده (مواد ۱۰۷-۱۲۰) به چنین استثنائات و محدودیت‌هایی اختصاص دارد.

## نتیجه گرایی در ایالات متحده
نتیجه گرایی یا ابزار گرایی پایهٔ حقوقی قانون کپی رایت ایالات متحده را تشکیل می‌دهد. ماده یک قانون ایالات متحده به کنگره، اجازهٔ ارتقای علم و هنرهای مفید را از طریق حمایت زمانی موقت از حق انحصاری نویسندگان و مبتکران نسبت به اختراعات و نوشته‌های
آنان داده است. بسیاری از نویسندگان فکر می‌کردند که این عبارات واقعاً به قوانین کپی رایت ایالات متحده در جهت تأمین ارتقا و پیشرفت علم و هنرهای مفید نیاز مند است.
در تغییرات سال ۲۰۰۳ توسط قانون افزایش مدت کپی رایت سونی بونو (Sonny Bono Copyright Term Extension Act)، مدت زمان کپی رایت تا ۲۰ سال افزایش یافت که در دادگاه عالی(Supreme Court) ایالات متحده به چالش کشیده شد. با این حال در پرونده الدرد علیه اشکرافت (Eldred v. Ashcroft)، دادگاه چنین رأی داد که در مورد کپی رایت موجود و آینده در برابر سی تی آ (CTEA) کنگره در حدود اختیاراتش عمل کرده و از محدودیت‌های قانونی تخلف نکره است. دیگر حوزه‌ها هم برای افزایش مدت کپی رایت به طریق مشابه وضع قانون کردند.

## مخالفت با کپی رایت
به‌طور کلی منتقدان کپی رایت به دو دسته تقسیم می‌شوند: آن‌هایی که ادعا می‌کنند مفهوم کپی رایت هیچ منفعتی برای جامعه نداشته و
همیشه به قدرتمند کردن عدهٔ کمی در جهت بروز خلاقیت خدمت کرده‌است و دسته دیگر کسانی هستند که ادعا می‌کنند رژیم کپی رایت موجود،
باید در جهت حفظ ارتباطش با یک جامعه اطلاعاتی جدید اصلاح شود. نظام حق مولف فرانسه (The French droit d'auteur) که در کنوانسیون برن ۱۸۸۶ برای حمایت از آثار ادبی و هنری (The 1886 Berne Convention for the Protection of Literary and Artistic Works) تأثیر گذاشت، بایستی به عنوان جایگزینی قابل توجه برای مفهوم کپی رایت نظام آنگلوساکسون معمول ذکر شود.
در بین گروه اخیر، کسانی هستند که کپی رایت را به عنوان راهی در جهت اعطای حقوق مولف قبول می‌کنند اما فکر می‌کنند اعطای کپی رایت
برای یک مدت بیش از حد طولانی (برای مثال فراتر از عمر مولف) سود مستقیم اندکی برای مولف دارد. اطالهٔ مدت کپی رایت عموماً نتیجه رایزنی‌های مؤثری است که مبتنی بر میل به ادامهٔ امتیازات انحصاری سودآور می‌باشد. در ایالات متحده این شیوه اغلب به عنوان توطئه‌ای برای
کنترل میکی موس (Mickey Mouse) استفاده می‌شود (میکی موس یک شخصیت تجاری ست که توسط شرکت دیزنی کنترل می‌شود و آثار اولیه اش در جهت گسترش مدت زمان کپی رایت به حوزه عمومی وارد شده‌است). در نظر خیلی از منتقدان، مشکل اصلی این است که نظام کپی رایت بین‌المللی کنونی، هدف خود را نقض می‌کند. مفاهیم حوزه عمومی و آزادی ذاتی اطلاعاتی، احکامی ضروری برای پدید آورندگان است تا بتوانند بر اساس آثار منتشر شده، آثار خود را تولید کنند.
اما این‌ها رفته رفته از بین می‌روند زیرا مدت زمان کپی رایت فراتر از زندگی مخاطبانی که آثار اصیل را درک می‌کنند ادامه می‌یابد.
تاثیر دیگر گسترش مکرر مدت کپی رایت این است که مولفین معاصر از رقابت با حوزه عمومی گسترده حفظ می‌شوند یعنی زمانی‌که آثار کنونی
وارد حوزه عمومی می‌شود اکثراً منسوخ و متروک می‌گردند و این موضوع خطر فروش آثار غیر داستانی را کاهش می‌دهد. در انتشار خارج از حوزه
کپی رایت، مانند ادبیات کلاسیک که تفاوت قیمت تولید یا خرید پایینی دارند، معمولاً بهترین سبک پیشنهاد می‌شود و فروش را تضمین می‌کند.
مخالفت با عرف کپی رایت کنونی، به عدم رعایت مقتضیات اصلی قانون ملکه آن (The Queen Anne Act) هم مربوط می‌شود که تصریح می‌کند یک اثر برای به‌دست آوردن حمایت بایستی یک نسخه به کتابخانه بسپارد بنابراین زمانی‌که مدت کپی رایت منقضی می‌شود نسخ نامحدودی شکل می‌گیرد. این شیوه سال‌ها انجام می‌شد تا اینکه توسط صنعت سینما با آن مخالفت شد و به دلیل از بین رفتن فیلم‌های اولیه از ارائه فیلم هایشان امتناع کردند.
تمدن بشری خسارات مشابهی را در اسناد قدیمی ای که به صورت خصوصی نگه داشته می‌شدند و ازبین می‌رفتند، تجربه کرده‌است. موفقیت اخیر در زمینه پروژه نرم‌افزارهای رایگان مانند لینوکس (GNU/Linux)، موزیلا (Mozilla Firefox) واپک (Apache web server) نشان داد که حتی در نبود امتیازات انحصاری لازم‌الاجرای کپی رایت آثار با کیفیتی را می‌توان پدید آورد. این محصولات علاوه برتامین امنیت حقوق انحصاری دارنده در جهت اهداف مالی، از کپی رایت برای اجرای مدت مجوز خود که برای تأمین امنیت طبیعت رایگان اثر طراحی شده‌استفاده می‌کنند. یک چنین مجوزهایی حق نشر آزاد، نرم‌افزارها و مجوزهای منابع رایگان (Copyleft, free software, and open source licenses) را شامل می‌شود.
حتی در بیشتر شیوه‌های سنتی مانند نثر، برخی از مولفین مانند کوری دکترو (Cory Doctorow)، کپی رایت اثر را حفظ می‌کنند ضمن اینکه توزیع آن را مجاز می‌گذارند (برای مثال تحت یکی از اشکال قراردادهای کپی رایت). مزیت این مسئله ارائهٔ یک برنامه منسجم است که به‌دنبال آن مولفین می‌توانند برخی از موانعی که کپی رایت بر دیگران تحمیل می‌کند را کاهش دهند و اجازه دهند تا حدودی اثر در جامعه توزیع شود، ضمن اینکه حقوق انحصاری دیگر خود را (اعطای حق نشر، تولید مجدد، استفاده و انطباق موضوعات بر شرایط خاص) حفظ می‌کنند.
کپی رایت همچنین می‌تواند در جهت خاموش کردن انتقادات سیاسی استفاده شود. به‌طور مثال، در ایالات متحده، مفاد گفتگوها و برنامه‌های
تلویزیونی در مورد کپی رایت است. روبرت گرین والد (Robert Greenwald)، کارگردان فیلم کشف می‌گوید: مستند تمام حقیقت در مورد جنگ عراق حق استفاده از کلیپ مصاحبه جورج بوش با خبرگزاری ان بی سی را نقض کرد.
اگرچه حق استفادهٔ منصفانه از قانون و حقوق کامن لا ممکن است در چنین مواردی اجرا شود، خطر محکومیت در دادگاه و طرح دعوا و فشار
از طرف شرکت‌های بیمه که تقریباً استفاده از هر چیزی را (مانند سه کلمهٔ آغازین یک شعر) بدون اجازه ادعا می‌کنند بسیار خطرپذیر است.
معمولاً استفاده از مواد را بدون اجازه صریح و پرداخت هزینه‌های مجوز ممنوع می‌کند.
همچنین کپی رایت در نظر برخی یک مانع مصنوعی است که در صورت عدم وجود آن یا هر محدودیت قانونی دیگر، اظهارات و بیانات دیگران ممکن
است آزادانه بین اشخاص و گروه‌ها مبادله شود. چنین مردمی معتقدند که چون دولت‌ها لزوماً اقتدار اخلاقی برای اجرای قوانین کپی رایت را
دارند اشخاص ممکن است نظرات متفاوتی نسبت به چنین قوانینی داشته باشند. عده‌ای دیگر مخالفند و اعتقاد دارند کپی رایت-که برای مثال در
سیستم ایالات متحده از مواد قانون ایالات متحده ایجاد شده- سهمی ارزشمند در خلق و انتشار آثار داشته و خواهد داشت.

## چالش‌های نوین در مورد کپی رایت
مفهوم کپی رایت در دوران معاصر به دلیل افزایش اشتراک‌گذاری فایل‌ها (File sharing) به چالش کشیده شده‌است. اکثر دارندگان کپی رایت، مانند بسیاری از شرکت‌های ضبط موسیقی و صنعت فیلم سازی، از سهولت کپی‌برداری به دلیل کاهش سود خود شکایت می‌کنند. دلایل دیگری هم ارائه شده مانند محتوای ضعیف تولیدات و هزینه‌های گزاف اخذ مجوز.
گروه‌های مدافع منافع اجتماعی، شرکت‌های بزرگ و مانند اینها، برای آموزش دیدگاه‌های خود وارد نظام آموزش عمومی شده‌اند.
گروه رایزنی ام پی ان ان (MPAA)، برنامهٔ آموزشی ای را با عنوان واتس د دیف (What's the Diff?) ارائه می‌کند که توسط تعدادی از داوطلبان به نام جونیوراچیومنت (Junior Achievement) تدریس می‌شود.
شرکت نرم‌افزاری آلی انس (The Business Software Alliance) هم برنامه آموزشی خود را با نام پلی ایت سایبرسیف (Play it Cybersafe) دارد که برای دانش آموزان دبستانی در مجله‌ای به نام خوانندگان هفته منتشر می‌شود. در ایالات متحده توافقی عمومی در جهت ایجاد یک برنامه آموزشی برای بچه‌های دبستانی در مورد مسایل کپی رایت وجود دارد. مجمع کتابخانه‌های آمریکا (The American Librarian Association) برنامه آموزشی خود را برای کتابخانه دارها در زمستان ۲۰۰۴ منتشر ساخت.